# Olivier Metzner
Olivier Metzner (* 22. November 1949 in Champ-Haut, Normandie; † vermutlich 17. März 2013 in der Nähe der Île de Boëdic im Golf von Morbihan) war ein französischer Rechtsanwalt.

## Leben
Olivier Metzner war der Sohn einer protestantischen Bauernfamilie in Champ-Haut. Die Familie Metzner war im 19. Jahrhundert aus Preußen eingewandert. Metzner hatte einen als Wissenschaftler tätigen Bruder und eine als Lehrerin arbeitende Schwester.
Metzner war seit 1975 Mitglied der Anwaltskammer von Paris. Wie andere große Anwälte seiner Generation, beispielsweise Hervé Termin, Pierre Haïk oder Patrick Maisonneuve, spezialisierte er sich zunächst auf die Verteidigung großer und kleiner Straftäter. Die wachsende Bedeutung des Strafrechts im Geschäftsleben öffnete ihm in den 1980er Jahren ein Betätigungsfeld im Wirtschaftsstrafrecht.
Er verteidigte den ehemaligen Generaldirektor von Elf Aquitaine, Loïk Le Floch-Prigent, im Prozess um die Elf-Affäre, und später Jacques Crozemarie, Präsident der französischen Gesellschaft zur Krebsbekämpfung (association de lutte contre le cancer), der wegen Untreue zulasten seiner Gesellschaft vor Gericht stand. 2009 beteiligte er sich an der Verteidigung von Dominique de Villepin in der Clearstream-Affäre. 2010 erregte er Aufsehen mit seiner offensiven Verteidigung von Jérôme Kerviel, der als Händler der Bank Société Générale Verluste in Milliardenhöhe beigebracht hatte. Publikumswirksam warf Metzner der Bank eine erhebliche Mitschuld an der geschäftlichen Entgleisung vor.
Im selben Jahr vertrat er Françoise Bettencourt-Meyers, Tochter der L’Oréal-Erbin Liliane Bettencourt, in ihrem Prozess gegen den Fotografen François-Marie Banier. Dieser hatte von der greisen Firmenerbin fast eine Milliarde Euro in Form von Geldgeschenken erhalten. Die Tochter warf ihm vor, die emotionale Schwäche der greisen Mutter in unredlicher Weise ausgenutzt zu haben. Ferner verteidigte er vor Gericht in Vilnius den Sänger Bertrand Cantat, angeklagt und schließlich verurteilt wegen Totschlags von Marie Trintignant.
In bedeutenden Wirtschaftsprozessen vertrat er große Firmenkunden, insbesondere
- Continental Airlines im Prozess um die Concorde-Katastrophe;
- die Schiffsklassifizierungsgesellschaft RINA im Prozess um gefälschte Papiere des havarierten Öltankers Erika.

2010 erwarb Metzner die Île de Boëdic im Golf von Morbihan, die er jedoch schon 2012 wieder zum Verkauf anbot. In der Nacht vom 16. auf den 17. März 2013 lief er mit seinem Boot aus; am Morgen des 17. März wurde sein Leichnam im Golf von Morbihan treibend aufgefunden. In seinem Haus wurde ein umfangreiches Schriftstück gefunden, in dem er seinen Nachlass bis in die Einzelheiten geregelt hatte. Unbestätigten Meldungen zufolge soll Metzner Suizid begangen haben.